# 7118 Kuklov
7118 Kuklov (1988 VD5) là một tiểu hành tinh vành đai chính được phát hiện ngày 4 tháng 11 năm 1988 bởi A. Mrkos ở Klet.